# Història de les Filipines
La història de les Filipines inclou el desenvolupament de cultures humanes des de la prehistòria fins a l'Estat contemporani de les Filipines, independent des de 1898.

## Prehistòria
Les restes d'eines més antigues daten de fa més de 50.000 anys, com les trobades a les coves de Tabon, a Pawan. Per aquests temps els homes prehistòrics es dedicaven a la caça de grans mamífers com a mitjà de supervivència. Les tribus dels negrito van poblar el país des de fa 40.000 anys. La pujada del nivell del mar deguda a canvis climàtics va aïllar les Filipines d'Àsia, reduint-hi la immigració, que es va reprendre amb força a partir de l'any 2000 aC des de zones de cultura xinesa.
Segons la teoria Out of Taiwan ("sortida de Taiwan"), cap al 4000 aC els habitants de la costa del sud de la Xina, cultivadors de mill i arròs, van començar a creuar l'estret per establir-se a Taiwan, estenent-se cap al 2500 aC des de Taiwan fins a les Filipines, després des de les Filipines fins a Cèlebes i Timor i des d'allà, les altres illes de l'arxipèlag indonesi. Cap al 1500 aC un altre moviment porta des de les Filipines fins a Nova Guinea i més enllà, les illes del Pacífic.
Els metalls es van usar d'ençà aproximadament el 500 aC, coincidint amb una era de canvis en l'estil de vida dels diferents grups filipins.

## Història antiga
Es considera tot sovint que la història de les Filipines comença a partir del 900, és a dir quan fou escrit el document trobat a la Laguna Copperplate, que tractava d'un deute comercial i inclou paraules en tagàlog, javanès i altres llengües illenques. Aquest document demostra els continus contactes entre els pobles costaners de la zona, la qual cosa ha induït alguns estudiosos a parlar d'un règim de talassocràcia de diversos barangays poblats per diferents ètnies. Destaca el Regne de Tondo, al voltant de la Badia de Manila.
La cultura dels primers pobles filipins mostra una forta influència hindú i budista i una progressiva estratificació de les classes socials, amb esclaus i serfs treballant per als homes lliures (bàsicament comerciants) i els nobles. Relacions comercials amb musulmans es van produir sens dubte des del segle ix. El regne de Sapa va assolir el poder al segle xi i a partir del 1380 comença un període de contacte progressiu amb l'Islam, que no solament modifica els hàbits religiosos i culturals dels habitants del país sinó que el posa en relació amb els soldanats. Al segle xiv els musulmans estaven sòlidament instal·lats a una factoria a Jolo; s'ha trobar una tomba datada del 1310 el que coincideix amb la tradició local que un musulmà (Tuan Mashaika) va arribar a les illes a l'entorn del 1300 i es va casar amb la filla d'un cap local. Abans de la segona meitat del segle xiv un noble de Sumatra, Rajah Baguinda, va arribar a Sulu i va establir el seu poder a Buansa. Baguinda també es va casar amb la filla d'un cap local i va islamitzar la regió. Vers el 1450 l'àrab Sayyid Abu Bakr es va unir a Baguinda i es va casar amb la seva filla Paramisuli i a la mort del seu sogre el va succeir com a sobirà de Buansa sent conegut com a Sharif al-Hashim; fou el fundador del sultanat de Sulu que es va estendre a Basilan i a la costa sud de Zamboanga, i cap al nord fins a Palawan i al sud-oest fins a Borneo.
El 1515 va arribar a Mindanao (al lloc de la moderna Cotabato) el Sharif Muhammad Kabungsuwan (fill d'un home de la Meca suposat descendent del Profeta; la seva mare era una princesa de Malaca) amb un grup de Samal. Va expandir l'islam per l'illa i va fundar el sultanat de Maguindanao entre la costa nord i el golf de Davao. En aquest temps l'islam es va expandir també per les illes a través de dos caps enviats pel sultà de Borneo (Brunei) arribant fins a la zona de Manila. Els castellans van arribar el 1521 i des del primer moment van reprendre contra els musulmans la guerra lliurada fins pocs anys abans contra els musulmans de la península, als que identificaven com el seu vell enemic, els moros.

## Les colònies
En 1521 arriba l'expedició de Fernão de Magalhães, dins el procés de colonialisme que duien a terme els estats europeus en la seva expansió econòmica, i reclama les illes com a possessió de la monarquia hispànica. En 1543 un altre explorador, Ruy López de Villalobos, dona a l'arxipèlag el nom de les Filipines en honor del rei Felip II de Castella. Es va establir la capital a Manila i es va instaurar un control colonial que comptava amb el suport dels prínceps locals, i tenia privilegis econòmics considerables. Els pobles musulmans veïns van dur a terme atacs periòdics contra les tropes espanyoles, vistes també amb hostilitat pels portuguesos que volien controlar el tràfic marítim al Pacífic. Aquests segles estan marcats per les revoltes de la població local contra els seus dominadors i per l'auge del catolicisme. El 1565 va aturar l'expansió de l'islam i va començar les anomenades "guerres dels moros". La seva política era castellanitzar i cristianitzar als indígenes. El seu camp de pont a Zamboanga fou essencial per impedir la propagació de les creences musulmanes. El 1637 van ocupar Lamitan, capital del sultà Kudarat de Maguindanao. El 1638 van ocupar Jolo. Però el 1645 es van retirar de Lamitan i van signar un tractat amb Kudarat establint les zones d'influència de cada part (Kudarat era reconegut entre Zamboanga i el golf de Davao i a l'est fins a Maranao). El 1656 la guerra va reprendre contra Kudarat i altres sultans (el de Sulu, el de Ternate i el de Makassar). El 1683 els castellans es van retirar i no van tornar fins al 1718, més de tres anys després d'acabada la guerra de Successió Espanyola. Llavors va començar altre cop la guerra que va durar pràcticament fins al final del seu domini colonial.
Com a conseqüència de la Guerra dels Set Anys europea, Espanya entrà en guerra contra els britànics i fou derrotada. Resultà d'aquella desfeta que hagué de cedir part del seu domini a les Filipines, concretament sobre Manila i Cavite. El Tractat de París (1763), però, va restaurar el govern espanyol i coexistí des d'aleshores un doble impuls per controlar l'arxipèlag.
El 1860 amb els vaixells de vapor, els espanyols van poder instal·lar un govern de Mindanao. El 1888 el sultà de Sulu va reconèixer la sobirania espanyola.

## La independència
Els líders filipins reclamaven més poder de decisió a les corts espanyoles, ajudats per les idees de la Il·lustració i un tracte fiscal més favorable. El descontentament de la població davant la situació colonial va provocar que en 1896 s'iniciés la Revolució Filipina. Un dels seus líders, Emilio Aguinaldo, va acostar-se als Estats Units per aconseguir el seu suport contra els espanyols (els esdeveniments que van provocar la Guerra Hispano-estatunidenca van ajudar a aquest apropament) i va proclamar la independència en 1898. Els Estats Units, però, van decidir apropiar-se del territori, sota la pressió alemanya, fet que va provocar la Guerra filipino-estatunidenca un any després. El tractat de París de 1898 va cedir les illes als Estats Units.
Els americans van enviar un governador general que administrava els territoris filipins, especialment en la qüestió dels tributs. El 1899 els americans van signar un conveni amb el sultà de Sulu i van adoptar una política de no-intervenció als territoris musulmans. Però aviat es va abandonar i es va decidir "civilitzar" als moros. Els americans van intentar imposar algunes millores però els moros es van revoltar; al final la batalla de Bud Ragsak a Jolo el 1913 va posar gairebé fi a la guerra i el 1915 el sultà de Sulu transferia la seva autoritat als americans. Sota domini americà es va formar la Provincia Moro però acabat el domini militar es va passar a un govern civil diferent per Mindanao i per Sulu.
Fins al 1935 no van permetre a totes les illes un govern format per població local, depenent de la Constitució americana per a la legislació. Els territoris musulmans foren posats sota autoritat de l'Oficina de Tribus No Cristianes. Les disposicions que garantien les diferències dels districtes musulmans aviat foren abolides pel nou govern autònom filipí. El 1936 els títols com sultà i datu foren abolits. Els musulmans locals demanaven be ser incorporats als Estats Units amb estatut especial o la independència.
Llavors esclata la Segona Guerra Mundial. Els japonesos, després de l'atac a Pearl Harbor, bombardegen i ocupen les bases militars americanes a les Filipines. La resistència local no té èxit, moren més d'un milió de filipins i Manila és devastada. En finalitzar la guerra, les Filipines assoleix la independència pactada, sota el poder de Manuel Roxas, formant la República de les Filipines. La república va heretar el conflicte amb els moros. Es va encoratjar una forta emigració del nord cap al sud per alterar l'estatus ètnic. Una Comissió del Congrés es va crear el 1954 per estudiar el problema moro però no va fer res abans de la seva abolició el 1975, tot i que les causes del descontentament foren identificades amb precisió. El 1968 es va formar el Moviment per la Independència de Mindanao (MIM) dirigit per Dato Udong Matalam. El 1969 un grup de musulmans del MIM es va començar a entrenar a Malaísia que fou el nucli del Front d'Alliberament Nacional Moro (MNLF). Els incidents entre comunitats van començar el 1971.
El president Ferdinand Marcos proclama la llei marcial el 1972 tant pels incidents al sud com per frenar l'avenç del comunisme al país, influït pels països veïns, situació que va durar fins al 1981 (formalment retirada abans de la visita del Papa Joan Pau II). Nur Misuari va agafar llavors (1972) la direcció del MNLF i amb el suport de Sabah i de Líbia va començar la lluita armada amb la intenció de proclamar una república de Bangsa Moro amb una tendència moderna i d'esquerres. Paral·lelament va sorgir l'Organització d'Alliberament Bangsa Moro (BMLO) dirigida pels elements tradicionals de la societat, que aviat va cooperar amb el règim de Marcos. El 1974 Marcos va reconèixer al seu cap Rashid Lucman com a sultà suprem de Mindanao i Sulu. El 1976 es van signar els acords de Trípoli que preveien una regió autònoma musulmana però només es va implementar en 5 províncies de 23. Marcos va aconseguir el suport d'una part del MNLF amb càrrecs, diners i concessions. El moviment es va escindir entre 1977 i 1982 i es van formar el Front d'Alliberament Islàmic Islamic (MILF) i el MNLF-Grup Reformista reflectint conflictes personals, ètnics i polítics en el moviment.
El 1986 Marcos fou enderrocat per una revolta popular i es va acordar un alto el foc amb el MNLF. El 1987 es reformà la constitució per garantir la democràcia i protegir les minories religioses i es va establir una disposició que preveia un Mindanao musulmà autònom. Un referèndum va estendre l'autonomia a 4 províncies (de 13 que foren consultades) i les 9 ciutats especials (amb carta) consultades la van refusar totes. El MNLF va temporitzar i el MILF va seguir la lluita.